# Tolterodine
Tolterodine, được bán dưới tên thương hiệu Detrol và các nhãn khác, là thuốc dùng để điều trị đi tiểu thường xuyên, tiểu không tự chủ hoặc tiểu gấp. Hiệu ứng của thuốc có được trong vòng một giờ. Nó được uống bằng miệng.
Các tác dụng phụ thường gặp bao gồm đau đầu, khô miệng, táo bón và chóng mặt. Tác dụng phụ nghiêm trọng có thể bao gồm phù mạch, bí tiểu và kéo dài QT. Sử dụng trong thai kỳ và cho con bú là an toàn không rõ ràng. Nó hoạt động bằng cách ngăn chặn các thụ thể muscarinic trong bàng quang do đó làm giảm co bóp bàng quang.
Tolterodine đã được phê duyệt cho sử dụng y tế vào năm 1998. Nó có sẵn như là một loại thuốc gốc. Một tháng cung cấp chi phí NHS khoảng 2,09 £ mỗi tháng kể từ năm 2019. Tại Hoa Kỳ, chi phí bán buôn của số thuốc này là khoảng US $ 37,16. Năm 2016, đây là loại thuốc được kê đơn nhiều thứ 300 tại Hoa Kỳ với hơn một triệu đơn thuốc.

## Sử dụng trong y tế
Hoạt động quá mức của thành bàng quang (DO, co thắt của thành bàng quang cơ bắp) là hình thức phổ biến nhất của tiểu không tự chủ (UI) ở người lớn tuổi. Nó được đặc trưng bởi các cơn co thắt bàng quang không được ngăn chặn gây ra một sự thôi thúc không thể kiểm soát được để mất hiệu lực. Tần suất tiểu, tiểu không tự chủ và tiểu không tự chủ xảy ra. Các cơn co thắt bàng quang bất thường trùng với sự thôi thúc vô hiệu có thể được đo bằng các nghiên cứu về huyết động học. Điều trị là điều trị bàng quang, điều trị sàn chậu hoặc bằng các thuốc ức chế co bóp bàng quang như oxybutynin và tolterodine.

## Dược lý
Tolterodine tác dụng lên các phân nhóm M2 và M3  của các thụ thể muscarinic trong khi các phương pháp điều trị antimuscarinic cũ đối với bàng quang hoạt động quá mức đặc biệt hơn trên các thụ thể M3.
Tolterodine, mặc dù nó hoạt động trên tất cả các loại thụ thể, có ít tác dụng phụ hơn oxybutynin (chọn lọc M3 và M1, nhưng nhiều hơn ở parotid so với bàng quang) vì Tolterodine nhắm vào bàng quang nhiều hơn các khu vực khác của cơ thể. Điều này có nghĩa là cần ít thuốc hơn mỗi ngày (do nhắm mục tiêu hiệu quả của bàng quang) và do đó có ít tác dụng phụ hơn. 